# 谜一样的双眼
《谜一样的双眼》（西班牙語：El secreto de sus ojos）是一部2009年阿根廷悬疑剧情片，导演胡安·J·坎帕内拉，电影剧本由Eduardo Sacheri和坎帕内拉基于Sacheri的小说《他们眼中的问题》（西班牙語：La pregunta de sus ojos）改编。该片由阿根廷和西班牙的公司联合出品，Ricardo Darín和Soledad Villamil主演。获2009年奥斯卡最佳外语片奖。

## 故事
1974年6月，司法探員班傑明·埃斯波西托（Benjamín Espósito）調查莉莉安娜·科洛托·德·莫拉萊斯（Liliana Coloto de Morales）的強姦和謀殺案。班傑明向莉莉安娜的丈夫里卡多·莫拉萊斯（Ricardo Morales）承諾，他會找到兇手並判處他無期徒刑。班傑明得到了他的酗酒夥伴巴勃羅·桑多瓦爾（Pablo Sandoval）和新任部門主管艾琳·梅南德斯·黑斯廷斯（Irene Menéndez Hastings）的幫助。班傑明的競爭對手羅馬諾（Romano）指控兩名建築工人（其中一名是玻利維亞移民）謀殺，班傑明發現兩人都遭受酷刑逼供，這激怒了班傑明。
班傑明在查看里卡多給他的莉莉安娜的舊照片時找到了線索：其中許多照片上有一個名叫伊西多羅·戈麥斯（Isidoro Gómez）的男人，痴迷地盯著她。班傑明和巴勃羅潛入伊西多羅母親位於奇維爾科伊的房子。在闖入期間，他們發現了伊西多羅寫給他母親的一些信。巴勃羅偷走了它們，班傑明返回布宜諾斯艾利斯後發現了這一點。他們的「來訪」只會給上級帶來麻煩，而且他們在信中找不到任何證據。由於里卡多不小心給伊西多羅的母親打了電話，伊西多羅仍然逍遙法外，因為里卡多正在絕望地尋找殺害他妻子的兇手。最終，此案結案。
1975年，班傑明在雷蒂羅的一個火車站找到了里卡多，並發現他試圖在多個車站尋找伊西多羅。班傑明說服艾琳重新啟動調查。與此同時，巴勃羅在酒吧喝得酩酊大醉時有了一個發現：他的一位熟人認出了字母上的幾個名字，看似沒有任何聯繫，卻都是競技足球俱樂部的球員。班傑明和巴勃羅確認伊西多羅是競賽俱樂部的粉絲後，到胡拉坎體育場觀看了競賽隊與颶風隊之間的比賽，希望能找到伊西多羅。
當班傑明和巴勃羅在體育場監視比賽觀眾時，在人群中找到了伊西多羅，但突然的進球引起了騷動，伊西多羅得以逃跑。隨後發生了一場追逐，伊西多羅在闖入球場時被體育場的保安抓住。班傑明和艾琳隨後對他進行非法拷問，艾琳稱伊西多羅身體虛弱，並攻擊他的男子氣概，迫使伊西多羅認罪。伊西多羅被審判並被判刑，但羅馬諾在一個月後保釋了他，以便向班傑明報仇，並僱用他作為裴隆主義黨右翼派系的殺手。班傑明和艾琳試圖扭轉局面，但被羅馬諾的干預阻止。班傑明告訴里卡多，殺害他妻子的兇手永遠不會入獄。
幾週後，巴勃羅在酒吧打架，導致班傑明帶他去公寓並接他的妻子。他們發現門被撬開，他的照片被翻轉，巴勃羅在他的房間裡被槍殺。班傑明很快得出結論，伊西多羅和羅馬諾派了刺客追殺他，但巴勃羅冒充他來保護他的朋友。由於擔心自己的生命安全，班傑明與艾琳的表兄弟在胡胡伊省躲藏了10年。1985年，班傑明回到布宜諾斯艾利斯，發現伊西多羅失蹤了，艾琳已婚並育有兩個孩子。
1999年，班傑明試圖弄清楚此案的真相，並拜訪了里卡多，里卡多於1975年搬到了布宜諾斯艾利斯省農村地區的一座偏僻的小屋。當班傑明問里卡多如何應對妻子的死亡和調查的不公平結局時，里卡多逐漸失控，因為伊西多羅在成為伊莎貝爾·裴隆的安保人員後就再也沒有出現過。里卡多告訴班傑明，他幾年前綁架並謀殺了伊西多羅，班傑明離開了。然而，過了一會兒，他記起幾十年前里卡多不想讓伊西多羅輕易死去，班傑明偷偷溜回里卡多的家，在那裡他發現里卡多正在給伊西多羅提供食物，他將伊西多羅完全隔離地囚禁了25年，從未給他說過話。伊西多羅請求班傑明進行人際接觸。里卡多搖搖晃晃地走出去，告訴班傑明，他曾承諾過，伊西多羅的刑期為無期徒刑。
班傑明回到布宜諾斯艾利斯，第一次參觀了巴勃羅的墳墓。然後他去了艾琳的辦公室，準備向她表白他的愛，這是她一直期待的。艾琳微笑著告訴班傑明把門關上。